# Бахчекьой (вилает Родосто)
Вижте пояснителната страница за други значения на Бахчекьой.
Бахчекьой (на турски: Bahçeköy) е село в Източна Тракия, Турция, околия Сарай, вилает Родосто (Текирдаг).

## Личности
Родени в Бахчекьой
- Ервант Микайлян (1887 – ?), македоно-одрински опълченец, 2 рота на 1 Лозенградска дружина[1]